# Babolsar
Pour les articles homonymes, voir BBL.
Babolsar (en Persan: بابلسر) est une ville au nord de l'Iran, dans la province du Mazandaran. Située à environ 231 kilomètres de Téhéran, elle portait auparavant le nom de Mashhad Sur. Elle est située sur la côte sud de la Mer Caspienne et à l'embouchure de la rivière Zabol. 
Babolsar possède un aéroport (code AITA : BBL).
C'est la ville natale du lutteur Abdollah Movahed (1940-), champion olympique de lutte libre en 1968.